# Kimmer Coppejans
Kimmer Coppejans (Ostenda, 7 febbraio 1994) è un tennista belga, ex numero uno mondiale a livello juniores.
Da professionista ha vinto alcuni tornei nei circuiti minori in singolare ed è arrivato al 97º del ranking ATP nel giugno 2015, mentre in doppio non è andato oltre il 235º posto del maggio 2021.

## Biografia

### Juniores
Il 30 luglio 2012 raggiunge la prima posizione del ranking mondiale juniores, grazie alla finale disputata in marzo alla Copa Gerdau (torneo di Grade A juniores al pari dei tornei del Grande Slam), ma soprattutto con la vittoria in singolare in giugno al Roland Garros di categoria, nonché con il trionfo nei tornei Grade 1 di Roehampton a fine mese e di Beaulieu-sur-Mer dell'aprile precedente, i quarti di finale raggiunti a Wimbledon e il successo al Campionato europeo juniores, torneo di grade B1. Chiude l'esperienza tra gli juniores a settembre dopo aver raggiunto i quarti di finale anche agli US Open. Nei quasi quattro anni giocati nei tornei dell'ITF Junior Circuit, vince in totale sette titoli in singolare, tra cui il Grade A del Roland Garros, due Grade 1 e un Grade B1, mentre in doppio si aggiudica cinque tornei, tra cui un Grade 1.

### Professionismo
Dopo varie apparizioni sporadiche, dall'estate 2012 comincia a frequentare con stabilità il circuito ITF Futures. Raggiunge subito una finale nel torneo ITF di casa di Ostenda. Nel giugno 2013 conquista il suo primo titolo nel Futures Belgium F2 di Havré sconfiggendo in finale l'olandese Boy Westerhof; un mese dopo conquista altri tre tornei casalinghi consecutivi battendo in finale sempre dei connazionali. L'ultimo di questi tre tornei è il Belgium F7 di Ostenda, nel quale vince anche il torneo di doppio, il primo in carriera nella specialità. Nel giugno 2014 fa il suo esordio nel circuito maggiore con una sconfitta al primo turno del torneo di San Paolo del Brasile. A settembre vince a Meknes il primo titolo in un torneo Challenger con il successo in finale su Lucas Pouille per 4-6, 6-2, 6-2.
Nei primi mesi del 2015 disputa altre tre finali Challenger e vince quelle di Guangzhou e Mersin, battendo rispettivamente Roberto Marcora e il nº 95 del ranking ATP Marsel İlhan. In maggio disputa un'ulteriore finale Challenger a Torino, persa contro Marco Cecchinato. A fine mese supera per la prima volta le qualificazioni in un torneo del Grande Slam al Roland Garros ed esce di scena al primo turno per mano di Nicolas Mahut. Questa serie di risultati lo porta a giugno per la prima volta nella top 100 mondiale, al 97º posto. Il mese dopo fa il suo esordio in Coppa Davis nella sfida vinta 5-0 nei quarti di finale contro il Canada, viene schierato in doppio e con Ruben Bemelmans conquista il punto del 3-0, per poi vincere anche in singolare contro Frank Dancevic. Saranno le sue uniche apparizioni del 2015 nel torneo, che vede il Belgio eliminato alla sua prima storica finale di Davis, non avendo mai superato i quarti di finale in precedenza. Verso fine anno Coppejans perde un'altra finale Challenger a San Paolo del Brasile e chiude la migliore stagione della carriera al 130º posto del ranking.
Non ripete i risultati del 2104 nel prosieguo della carriera, si qualificherà altre volte per i tabelloni principali nei tornei dello Slam e degli altri tornei ATP, senza mai vincere un incontro. Consegue qualche altro buon risultato nei Challenger, vincendo il torneo di Tampere nel luglio 2016 e perdendo la sua prima finale in doppio al Garden Open di Roma nel 2017. Nel settembre di quello stesso anno esce per la prima volta dopo anni dalla top 300 di singolare e nel giugno 2018 si trova alla 368ª posizione. Torna a ridosso della top 200 in settembre dopo la vittoria su Alex Molčan nella finale del Challenger di Siviglia.
Tra il 2019 e il giugno 2022 perde tutte le finali Challenger disputate, quattro in singolare e quattro in doppio; il miglior piazzamento nel ranking in questo periodo è il 132º posto nell'agosto 2019. Quell'anno ritrova il successo in Coppa Davis, vincendo entrambi i singolari nella sfida in cui il Belgio supera per 3-1 il Brasile. Nel 2020 fa il suo esordio in ATP Cup perdendo l'unico incontro disputato. Nel 2021 viene sconfitto nei due singolari della sfida di Coppa Davis persa 3-2 contro l'Ungheria. A settembre torna a vincere un titolo dopo 4 anni al Challenger di Tolosa con il successo in finale su Maxime Janvier, e torna nella top 200 da cui era uscito nel luglio 2021. Il miglior risultato del 2023 è la finale raggiunta al Banja Luka Challenger, supera inoltre per la prima volta le qualificazioni a Wimbledon ed esce al primo turno.
Dopo l'eliminazione nelle qualificazioni agli Australian Open 2025 resta inattivo per più di sette mesi, torna a giocare ad agosto e a settembre scende oltre la 900ª posizione. Subito dopo vince in Tunisia quattro tornei ITF consecutivi, consegue alcuni discreti risultati nei Challenger e a fine stagione rientra nella top 400. Nel giugno 2025 si aggiudica un altro titolo ITF, il mese dopo torna a giocare dopo quasi due anni una finale Challenger al Dutch Open e cede in tre set a Jan Choinski, risultato che lo riporta nella top 300

## Statistiche
Aggiornate al 21 luglio 2025.

### Tornei minori

#### Singolare

##### Vittorie (17)
| Legenda tornei minori |
| Challenger (6)        |
| Futures (11)          |

| N.  | Data              | Torneo                                       | Superficie   | Compagno             | Punteggio        |
| 1.  | 30 giugno 2013    | Belgium F2, Havré                            | Terra rossa  | Boy Westerhof        | 7–6(4), 6-1      |
| 2.  | 21 luglio 2013    | Belgium F5, Middelkerke                      | Terra rossa  | Yannik Reuter        | 6-2, 6-2         |
| 3.  | 28 luglio 2013    | Belgium F6, Heist-aan-Zee                    | Terra rossa  | Julien Cagnina       | 7–6(3), 4-6, 6-1 |
| 4.  | 4 agosto 2013     | Belgium F7, Ostenda                          | Terra rossa  | Yannick Mertens      | 6(6)–7, 6-1, 6-2 |
| 5.  | 23 febbraio 2014  | Turkey F4, Adalia                            | Terra rossa  | Enzo Couacaud        | 7-5, 6-2         |
| 6.  | 20 settembre 2014 | Morocco Tennis Tour, Meknes                  | Terra rossa  | Lucas Pouille        | 4-6, 6-2, 6-2    |
| 7.  | 15 marzo 2015     | China International, Guangzhou               | Cemento      | Roberto Marcora      | 7–6(6), 5-7, 6-1 |
| 8.  | 19 aprile 2015    | Mersin Cup, Mersin                           | Terra rossa  | Marsel İlhan         | 6-2, 6-2         |
| 9.  | 24 luglio 2016    | Tampere Open, Tampere                        | Terra rossa  | Aslan Karacev        | 6-4, 3-6, 7-5    |
| 10. | 5 novembre 2017   | Turkey F41, Adalia                           | Terra rossa  | Davide Galoppini     | 6-0, 6-0         |
| 11. | 8 settembre 2018  | Copa Sevilla, Siviglia                       | Terra gialla | Alex Molčan          | 7–6(2), 6-1      |
| 12. | 4 settembre 2022  | Internationaux de Tennis de Toulouse, Tolosa | Terra rossa  | Maxime Janvier       | 6(8)–7, 6-4, 6-3 |
| 13. | 13 ottobre 2024   | M15 Monastir, Monastir                       | Terra rossa  | Omni Kumar           | 6-3, 6-2         |
| 14. | 20 ottobre 2024   | M15 Monastir, Monastir                       | Terra rossa  | Fausto Tabacco       | 7-6(4), 6-2      |
| 15. | 3 novembre 2024   | M25 Monastir, Monastir                       | Terra rossa  | Francesco Maestrelli | 7-5, 6-2         |
| 16. | 10 novembre 2024  | M25 Monastir, Monastir                       | Terra rossa  | Altug Celikbilek     | 7-5, 5-7, 6-2    |
| 17. | 8 giugno 2025     | M25 Grasse, Grasse                           | Terra rossa  | Alex Barrena         | 7-5, 6-3         |

##### Finali perse (14)
| Legenda tornei minori |
| Challenger (8)        |
| Futures (6)           |

| N.  | Data            | Torneo                                   | Superficie  | Compagno             | Punteggio        |
| 1.  | 5 agosto 2012   | Belgium F6, Ostenda                      | Terra rossa | Yannik Reuter        | 3-6, 1-6         |
| 2.  | 28 aprile 2013  | Greece F4, Heraklion                     | Cemento     | Germain Gigounon     | 3-6, 5-7         |
| 3.  | 9 marzo 2014    | Turkey F6, Antalya                       | Cemento     | Aldin Šetkić         | 3-6, 2-6         |
| 4.  | 29 giugno 2014  | Netherlands F3, Breda                    | Terra rossa | Jason Kubler         | 3-6, 7–6(6), 3-6 |
| 5.  | 3 maggio 2015   | ATP Challenger Torino, Torino            | Terra rossa | Marco Cecchinato     | 2-6, 3-6         |
| 6.  | 11 ottobre 2015 | IS Open de Tenis, São Paulo              | Terra rossa | Carlos Berlocq       | 3-6, 1-6         |
| 7.  | 19 marzo 2017   | USA F10, Bakersfield                     | Cemento     | Dmitry Popko         | 3-6, 6(6)–7      |
| 8.  | 1º ottobre 2017 | Kazakhstan F7, Shymkent                  | Terra rossa | Attila Balázs        | 1-6, 2-6         |
| 9.  | 23 giugno 2019  | Internationaux de Tennis de Blois, Blois | Terra rossa | Pedro Sousa          | 6-4, 3-6, 6(4)–7 |
| 10. | 21 luglio 2019  | Dutch Open, Amersfoort                   | Terra rossa | Mats Moraing         | 2-6, 6-3, 3-6    |
| 11. | 7 marzo 2021    | Gran Canaria Challenger II Las Palmas    | Terra rossa | Carlos Gimeno Valero | 4-6, 2-6         |
| 12. | 26 giugno 2022  | Oeiras Challenger III, Oeiras            | Terra rossa | Kaichi Uchida        | 2-6, 4-6         |
| 13. | 13 agosto 2023  | Banja Luka Challenger, Banja Luka        | Terra rossa | Dino Prižmić         | 2-6, 3-6         |
| 14. | 20 luglio 2025  | Dutch Open, Bunschoten                   | Terra rossa | Jan Choinski         | 4-6, 6-3, 3-6    |

#### Doppio

##### Vittorie (1)
| Legenda tornei minori |
| Challenger (0)        |
| Futures (1)           |

| N. | Data          | Torneo              | Superficie  | Compagno     | Avversari in finale       | Punteggio |
| 1. | 4 agosto 2013 | Belgium F7, Ostenda | Terra rossa | Niels Desein | Sander Gillé Roger Ordeig | 6-2, 6-3  |